# Кенда, Жеовани
Жеовани Тшерну Кенда (порт. Geovany Tcherno Quenda; родился 30 апреля 2007) — португальский футболист, вингер клуба «Спортинг».

## Клубная карьера
Кенда родился в Гвинее-Бисау. Он иммигрировал в Португалию, будучи ребёнком, и в 2016 году начал заниматься футболом в команде «Дамайенсе». В 2017 году попал в академию «Бенфики», а в 2019 году — в «Спортинг». 5 ноября 2023 года впервые попал в заявку «Спортинга» на матч Примейра-лиги против клуба «Эштрела Амадора», однако на поле не появился. 3 августа 2024 года Кенда дебютировал за основную команду «зелёно-белых», выйдя в стартовом составе на матч за Суперкубок Португалии против «Порту». Он также отличился забитым мячом, однако «Спортинг» проиграл со счётом 4:3. 9 августа 2024 года в матче против «Риу Аве» дебютировал в чемпионате Португалии, проведя на поле все 90 минут.
19 марта 2025 года «Спортинг» объявил о договорённости с английским клубом «Челси» по трансферу Кенды летом 2026 года. Сумма трансфера составила 50,7 млн евро (42,5 млн фунтов), ещё 1,3 млн евро предусмотрены в виде бонусов.

## Карьера в сборной
Выступал за сборные Португалии до 17 лет и до 21 года.
30 августа 2024 года Кенда был впервые вызван в главную сборную Португалии для участия в матчах Лиги наций УЕФА.

## Достижения
«Спортинг»
- Чемпион Португалии: 2024/25
- Обладатель Кубка Португалии: 2024/25